# Jennifer Crystal Foley
Jennifer Crystal Foley, née le 26 janvier 1973, est une actrice américaine. Elle est connue pour son rôle de Rachel, personnage récurrent de la série télévisée américaine Dr House. Elle est la fille de l'acteur Billy Crystal.